# Blagorodovac
Blagorodovac (in tedesco: Blagorodowatz) è un villaggio in Croazia facente parte del comune di Dežanovac, situato nella Regione di Bjelovar e della Bilogora.

## Geografia
Blagorodovac si trova sulla strada Dežanovac-Garešnica e i villaggi confinanti con esso sono Hrastovac, Uljanik e Kreštelovac.

## Storia
Fino alla Seconda Guerra Mondiale, Blagorodovac era abitato principalmente da tedeschi e, secondo il censimento del 1910, contava 611 abitanti, di cui 509 tedeschi, 65  ungheresi e 30 croati.

## Demografia
Secondo il censimento del 2011, Blagorodovac contava 229 abitanti.